# لانس باريش
لانس باريش (بالإنجليزية: Lance Parrish)‏ هو لاعب كرة قاعدة أمريكي، ولد في 15 يونيو 1956 في كليرتون في الولايات المتحدة.

## وصلات خارجية
- لانس باريش على موقعبيزبول رفرنس.كوم (الدوري الرئيسي) (الإنجليزية)
- لانس باريش على موقعبيزبول رفرنس.كوم (الدوري الثانوي) (الإنجليزية)
- لانس باريش على موقع جمعية أبحاث البيسبول الأمريكية (الإنجليزية)
- لانس باريش على موقع مشجعي الرسوم البيانية (الإنجليزية)